# Akureyjar (öar i Island, lat 65,02, long -23,01)
Akureyjar är öar i republiken Island.   De ligger i regionen Västlandet, i den västra delen av landet, 110 km nordväst om huvudstaden Reykjavík. Arean är 0,20 kvadratkilometer.
Terrängen på Akureyjar är mycket platt. Öns högsta punkt är 12 meter över havet. Den sträcker sig 0,6 kilometer i nord-sydlig riktning, och 0,7 kilometer i öst-västlig riktning.  Trakten runt Akureyjar består i huvudsak av gräsmarker.
Inlandsklimat råder i trakten. Årsmedeltemperaturen i trakten är 0 °C. Den varmaste månaden är juli, då medeltemperaturen är 10 °C, och den kallaste är december, med −6 °C.